# Śmierć prezydenta
Śmierć prezydenta (deutsch: Der Tod des Präsidenten) ist ein polnischer Historienfilm aus dem Jahr 1977. Regie führte Jerzy Kawalerowicz, der zudem gemeinsam Bolesław Michałek das Drehbuch verfasst hatte. Der Film hat die Ermordung des ersten polnischen Staatspräsidenten, Gabriel Narutowicz, im Jahr 1922 zum Thema. Śmierć prezydenta lief im Rahmen der Internationalen Filmfestspiele Berlin im Februar 1978.

## Handlung
Die Handlung des Films spielt in der Zeit nach Ende des Ersten Weltkriegs, als Polen erneut eine unabhängige Nation wurde. Der aus dem Schweizer Exil zurückkehrende Professor Gabriel Narutowicz wird von einer vom Konflikt zwischen den polnischen Nationalisten und verschiedenen Minderheiten geprägten Nationalversammlung zum ersten Staatspräsidenten berufen. Wenige Tage nach seiner Wahl ermordet ihn ein fanatischer Nationalist, als er eine Kunstausstellung eröffnet. Der Film wird von der Erzählung des Attentäters Eligiusz Niewiadomski während seines Gerichtsprozesses getragen, in die Szenen aus der Entwicklung hin zum Attentat hineingeschnitten worden sind.

## Hintergrund
Śmierć prezydenta wurde den Gesellschaften Zespół Filmowy „Kadr“ und Film Polski produziert. Der Film hatte am 10. Oktober 1977 seine Premiere in Polen. Am 21. Juli 1979 wurde er im spanischen Fernsehen ausgestrahlt. Der Film lief im Februar 1978 im Wettbewerb der Berlinale, konnte aber nicht den Goldenen Bären gewinnen. Jerzy Kawalerowicz erhielt den Silbernen Bären für eine herausragende künstlerische Leistung für sein Gesamtwerk. Er erhielt zudem den Spezialpreis der Jury beim Polnischen Filmfestival Gdynia 1977, wo auch Jerzy Błaszyński für den besten Ton ausgezeichnet wurde.

## Kritik
A. R. Teschner beschäftigte in Bezug auf den Film vor allem die Distanz zum wahren historischen Geschehen. Er fasst zusammen: „Jerzy Kawalerowicz is known for his attention to detail, and in Death of a President (1977) the textures are so clear that a casual viewer ignorant of cinema history might be forgiven for assuming it was a contemporary biography, despite its release more than half a century after these events, of Gabriel Narutowicz, the first president elect of the Second Polish Republic, who served only a few days before his assassination in 1922.“ Die technischen und Ausstattungsentscheidungen des Regisseurs beschrieb er folgendermaßen: „At no time do we see shots that feel ungrounded; the hand-held camera adds immediacy and weight. The attention to incidental details like the winter clothing, the withered stone streets, and the period furniture cement us in the moment. Even the choice of film is significant– when talking about his lauded Mother Joan of the Angels Kawalerowicz said that he couldn’t “…imagine this film in color. Color lends a certain banality.” This supposed banality of colour, used here, allows the film to document the resonance of the period better than reconstructive wide shots or special effects could have done.“